# Lữ Thuận Khẩu
Lữ Thuận Khẩu (chữ Hán giản thể: 旅顺口区, âm Hán Việt: Lữ Thuận Khẩu khu, tên do người phương Tây gọi trong các tài liệu lịch sử là Port Arthur và Ryojun) là một quận của địa cấp thị Đại Liên, tỉnh Liêu Ninh, Cộng hòa Nhân dân Trung Hoa. Quận này có diện tích 506 km², dân số 210.000 người. Về mặt hành chính, quận được chia thành 8 nhai đạo, 5 trấn. 
- Nhai đạo biện sự xứ: Đắc Thắng, Quang Vinh, Đăng Phong, Thị trường, Long Vương Đường, Thủy Sư Doanh, Thiết Sơn, Giang Tây.
- Trấn: Song Đảo Loan, Tam Gian Bảo, Trường Thành, Long Đầu, Bắc Hải.